# Pedro-Muñoz
Pedro-Muñoz es una localidad española del norte de la provincia de Cáceres, en la comunidad autónoma de Extremadura. Se trata de una alquería situada en el municipio de Casar de Palomero, cercana a la comarca de Las Hurdes.

## Historia
Es más conocida, en la zona con el nombre de Perote (castellanización de la voz en lengua extremeña Peroti ). Está más cercano al concejo de Pinofranqueado que al concejo de Casar de Palomero, al que pertenece. 
En su término se encuentran un arruinado dolmen, conocido con el nombre de "astillo de los Moros" cerca del cual hay unos grabados en unos canchales.
También tiene otras cosas curiosas por el sitio que llaman "La Roáguila" en el camino de El Bronco, donde la gente habla de los hornos de los moros. El nombre de Pedro Muñoz responde a uno de esos típicos pueblos que fueron repoblados, en la Edad Media, por algún personaje que se llamaba así.
A mediados del siglo XIX, el lugar tenía contabilizada una población de 49 habitantes. La localidad aparece descrita en el decimosegundo volumen del Diccionario geográfico-estadístico-histórico de España y sus posesiones de Ultramar de Pascual Madoz de la siguiente manera: 

PEDRO-MUÑOZ: alq. agregada al ayunt. del Casar de Palomero en la prov. de Cáceres, part. jud. de Granadilla. sit. casi en la cima de la cord., que se enlaza con la sierra de Altamira mirando al N. a una leg. de su matriz. Tiene 13 casas, en un todo semejantes á las de Hurdes (V.), siendo aneja de aquella v. en todos conceptos. Le baña el r. del Pino en direccion de O. á E. pobl.: 13 vec., 49 almas.
(Madoz, 1849, p. 745)